# Daniel Jędraszko
Daniel Jędraszko, född den 6 april 1976 i Szczecin, Polen, är en polsk kanotist.
Han tog OS-silver på C-2 500 meter i samband med de olympiska kanottävlingarna 2000 i Sydney.